# NGC 4629
NGC 4629 este o intermediate spiral galaxy⁠(d) situată în constelația Fecioara. A fost descoperită în 19 februarie 1863 de către Heinrich Louis d'Arrest. Se află la o distanță de 32,9 de megaparseci de Pământ.